# Eduard Nöth

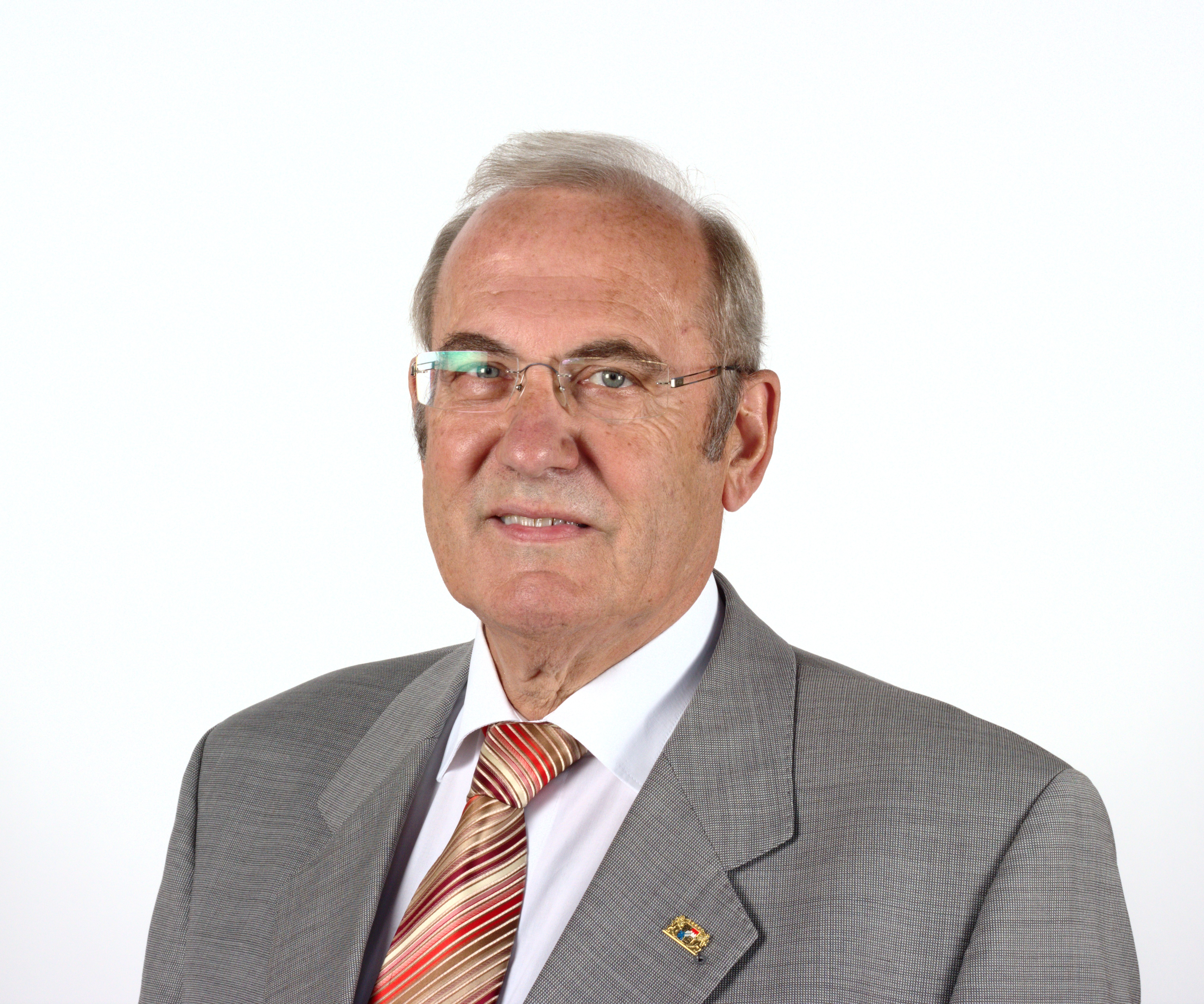
Eduard Nöth 2012

Eduard Nöth (* 7. September 1949 in Forchheim) ist ein deutscher Politiker (CSU). 

## Ausbildung und Beruf
Nach seinem Abitur am Humanistisches Gymnasium Forchheim studierte Nöth 1969 bis 1973 Wirtschaftswissenschaften und Erdkunde (Lehramt an Realschulen) an der Friedrich-Alexander-Universität Erlangen-Nürnberg. Er war von 1973 bis 1998 als Studienreferendar, Studienrat und Seminarlehrer für Wirtschaftswissenschaften an Realschulen in München, Coburg und Forchheim tätig.
Nöth ist verheiratet und hat zwei Kinder. Seit 1969 ist er Mitglied der katholischen Studentenverbindung K.D.St.V. Gothia Erlangen im CV.

## Partei
Nöth wurde Mitglied der Jungen Union (JU), seit 1969 CSU-Mitglied. Von 1977 bis 1991 war er CSU-Ortsvorsitzender, von 1999 bis 2009 CSU-Kreisvorsitzender.

## Abgeordneter
Eduard Nöth war von 1998 bis 2013 Abgeordneter des Bayerischen Landtages. Er war Mitglied des Ausschusses für Bildung, Jugend und Sport, des Ausschusses für Fragen des öffentlichen Dienstes sowie des Ältestenrats.
Er vertrat den Stimmkreis Forchheim (Wahlkreis Oberfranken) im Landtag.

### Verwandtenaffäre
Nachdem im Rahmen der „Familienaffäre“ bekannt wurde, dass Herr Nöth nicht nur seine Frau, sondern auch seine beiden Töchter als geringfügig Beschäftigte für sein Abgeordnetenbüro in Forchheim eingestellt hatte, zog er seine Kandidatur für die Landtagswahl 2013 zurück. Seine nur wenige Wochen zuvor bekannt gewordene Bilderfälscher-Affaire tat ein Übriges.

### Bilderfälscheraffäre
Nöth hatte seinen Konkurrenten um den Stimmkreis, den Freien Wähler Thorsten Glauber, von einem Foto retuschiert und das gefälschte Foto an die Presse weitergeleitet. Er begründete dies damit, dass Glauber sich "nicht in der Initiative [für den S-Bahnhalt Forchheim-Nord] engagiert" hätte.

## Öffentliche Ämter
Von 1972 bis 2014 war er Stadtrat in Forchheim, in den Jahren 1984 bis 1990 stellvertretender Bürgermeister. Seit 1990 ist Nöth Kreisrat im Kreistag Forchheim.